# تخطيط النقل

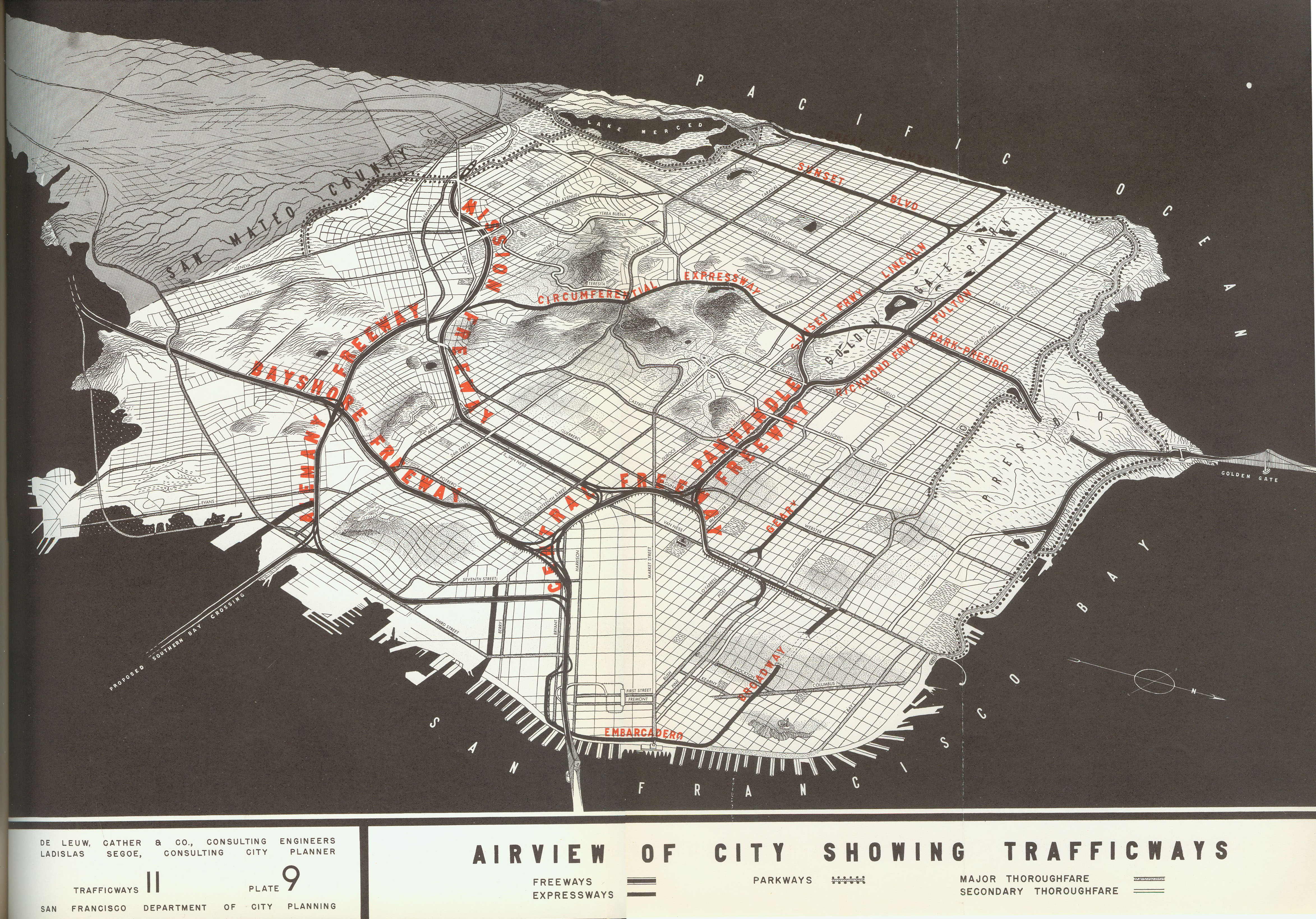
1948 خطة طريق سان فرانسيسكو

تخطيط النقل هو عملية تحديد السياسات المستقبلية، والأهداف، والاستثمارات، وتصميمات التخطيط المكاني، للتحضير للاحتياجات المستقبلية لنقل الأشخاص والبضائع إلى الوجهات. كما يمارس اليوم، إنها عملية تعاونية تتضمن مدخلات العديد من أصحاب المصلحة ومنهم الوكالات الحكومية المختلفة، والشركات العامة والخاصة. يطبق مخططو النقل نهجًا متعدد الوسائط وشاملًا لتحليل مجموعة واسعة من البدائل والآثار في نظام النقل، للحصول على النتائج المفيدة.
يُشار إلى تخطيط النقل عمومًا باسم تخطيط النقل دوليًا، ويتضمن التقييم، والتقدير، والتصميم، وتحديد مواقع مرافق النقل. عمومًا الشوارع، الطرق السريعة، ممرات الدراجات الهوائية، وخطوط النقل العام.

## النماذج والاستدامة

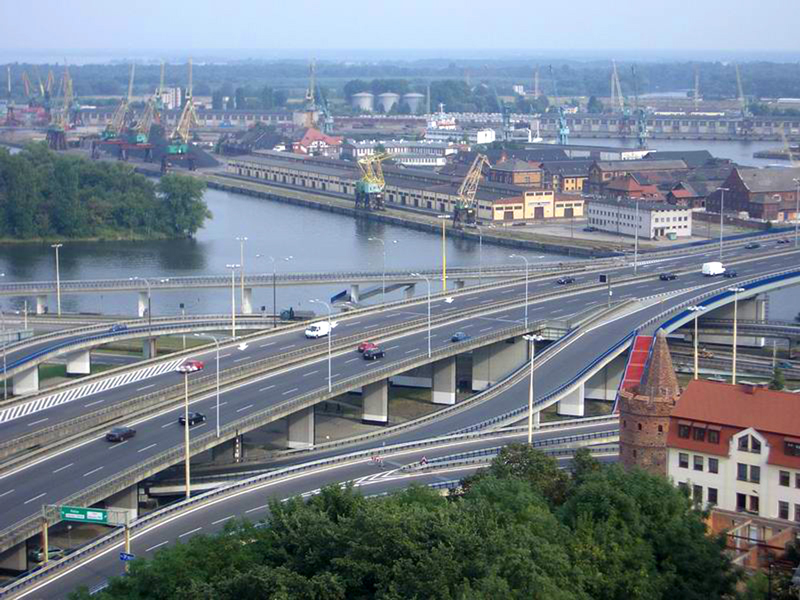
طريق جانبي للمدينة القديمة في شتشتين ، بولندا

تخطيط النقل، أو خطط النقل، تتبع تاريخيًا نموذج التخطيط العقلاني لتحديد الأهداف والغايات، وتحديد المشكلات، وتوليد البدائل وتقييمها، وتطوير الخطط. تشمل النماذج الأخرى للتخطيط الفاعل العقلاني التنمية الموجهة، والتشبع، والتخطيط المتزايد، والعملية التنظيمية، والتخطيط التعاوني، والمساومات السياسية.
من المتوقع بتزايد أن يتبنى المخططون نهجًا متعدد التخصصات، خاصةً بسبب الأهمية المتزايدة للبيئة. مثلًا، استخدام علم النفس السلوكي لإقناع السائقين بالتخلي عن سياراتهم واستخدام وسائل النقل العام. يتحول دور مخطط النقل من التحليل الفني إلى تعزيز الاستدامة بواسطة سياسات النقل المتكاملة. مثلًا، في هانوي، العدد المتزايد للدراجات النارية ليس مسؤولًا عن الأضرار البيئية فحسب، بل يؤدي أيضًا إلى إبطاء النمو الاقتصادي. على المدى البعيد، تتمثل الخطة في تقليل حركة المرور بواسطة تغيير التخطيط الحضري. بواسطة الحوافز الاقتصادية والبدائل الجذابة، يأمل الخبراء في تخفيف حركة المرور على المدى القريب. 
تُعد الأساليب الكمية لمراقبة أنماط النقل أساسًا في تخطيط النقل، وقد اعتُرف بتزايد بدور التحليل النوعي والطرق المختلطة واستخدام الأطر التحليلية المهمة بوصفها جانبًا رئيسيًا من ممارسات تخطيط النقل، التي تدمج معايير التخطيط المتعددة في الابتكار، والتقييم، وسياسة الاختيار وخيارات المشروع.

## المملكة المتحدة
في المملكة المتحدة، لطالما كان تخطيط النقل فرعًا من الفروع الهندسة المدنية. في الخمسينيات والستينيات، كان يُعتقد عمومًا أن السيارة عنصر مهم في المستقبل، إذ حفز النمو الاقتصادي تزايد ملكية السيارات. كان دور مخطط النقل مواءمة سعة الطريق السريعة والطرق الريفية مع متطلبات النمو الاقتصادي. ستحتاج المناطق الحضرية إلى إعادة تصميمها لتلائم المركبات، أو فرض احتواء حركة المرور، وإدارة الطلب للتخفيف من الازدحام والآثار البيئية. عُممت السياسات في منشور حكومي عام 1963، حركة المرور في المدن. بدايةً طُوّر التقرير المعاصر لإدارة الطلب ولكن عُدّ غير مقبول سياسيًا. حديثًا، طُور النهج ليشمل توقع الطلب المستقبلي على النقل وتوفير الشبكة له، عادةً بإنشاء المزيد من الطرق. 
نُشر دليل سياسة التخطيط رقم 13 سنة 1994 (المنقح عام 2001)، متبوعة بصفقة جديدة للنقل سنة 1998 والخطة العشرية للنقل لعام 2000، أشارت مرة أخرى إلى القبول بأن النمو غير المقيد في حركة المرور على الطرق غير مرغوب فيها وغير ممكنة. كانت المخاوف ثلاثية: مخاوف بشأن الازدحام، ومخاوف بشأن تأثير المرور في البيئة -سواء المبنية والطبيعية- والمخاوف من أن التركيز على النقل البري يميز ضد الفئات الضعيفة في المجتمع مثل الفقراء وكبار السن والمعاقين.
أكدت هذه الوثائق الاندماج كما يلي:
- التكامل بين وسائط النقل المختلفة
- التكامل مع البيئة
- التكامل مع تخطيط استخدامات الأراضي
- التكامل مع سياسات التعليم والصحة وتكوين الثروة.

انعكست عقود من نقص الاستثمار في نظام النقل إلى نقص حاد في مخططي النقل. قُدر سنة 2003 وجود حاجة إلى 2000 مُخَطِّط جديد بحلول عام 2010 لتجنب المخاطرة بنجاح الخطة العشرية للنقل. سنة 2006، حددت جمعية تخطيط النقل الهدف الرئيسي بأنه: 
تخطيط وتصميم وتسليم وإدارة ومراجعة النقل، وتحقيق التوازن بين احتياجات المجتمع والاقتصاد والبيئة.يجب أن يؤدي مخططو النقل الأدوار الرئيسية التالية:
- يأخذون في الاعتبار السياق الاجتماعي والاقتصادي والبيئي لعملهم
- فهم الإطار القانوني والتنظيمي والموارد التي يعملون ضمنها
- فهم وإنشاء سياسات واستراتيجيات وخطط النقل التي تساهم في تلبية الاحتياجات الاجتماعية والاقتصادية والبيئية
- تصميم مشروعات وأنظمة وخدمات النقل اللازمة
- فهم الجوانب التجارية لأنظمة وخدمات النقل العاملة
- معرفة وتطبيق الأدوات والتقنيات ذات الصلة
- يجب أن يكون المخطط مختصًا في جميع جوانب الإدارة، لا سيما الاتصالات والمهارات الشخصية وإدارة المشاريع. [7]

تدرك وزارة الخزانة في المملكة المتحدة ونشرت إرشادات حول الاتجاه المنهجي لمقيمين المشروع إلى الإفراط في التفاؤل في تقديراتهم الأولية.